# П'єр Нкурунзіза
П'єр Нкурунзіза (18 грудня 1964 , Нгозі, Kingdom of Burundid  — 8 червня 2020 , Карузіd, Провінція Карузіd, Бурунді ) — президент Бурунді з 26 серпня 2005 до своєї смерті 8 червня 2020, лідер партії Національний конгрес за оборону демократії — Війська за оборону демократії (НКОБ), первинно повстанського угрупування хуту, що перетворилось на партію.

## Біографія
Син губернатора двох провінцій країни, убитого за часів заворушень 1972 року. Був викладачем університету. Після убивства Мельхіора Ндадайє, першого президента-хуту, вступив до лав НКОБ. З 1998 — заступник генерального секретаря партії, з 2001 — голова. З кінця 2003 — міністр у справах покращення адміністрації в уряді Дометьєна Ндайїзейє. Після перемоги своєї партії на парламентських виборах 2005 року був висунутий кандидатом у президенти; не маючи суперників, обраний парламентом на п'ятирічний термін. Наступного разу планувалось проведення прямих президентських виборів.
28 червня 2010 року відбулись вибори, однак Нкурунзіза залишився на них єдиним кандидатом після того, як кандидати від опозиції відмовились брати участь у виборах після порушень на місцевих виборах, що відбулись 24 травня. На виборах Нкурунзіза здобув 91,62 % голосів виборців при явці виборців 76,98 %.

### Вибори 2015
26 квітня 2015 року після повідомлень про те, що Нкурунзіза збирається балотуватися на третій термін на майбутніх президентських виборах, почалися протестні акці і демонстрації.
13 травня генерал-майор Годфруа Нійомбаре заявив про військовий переворот, військові оточили будинок телерадіокомпанії і оголосили про усунення Нкурунзізи від влади. Сама ж влада заявляла, що президент під час «перевороту» знаходився в Танзанії. 15 травня було оголошено, що бурундійські військові арештували генерала Годфруа Ньїомбаре, що намагався скинути президента, а раніше також буии арештовані три генерала-бунтаря. Проте пізніше прес-секретар президента спросутвав твердження про арешт Ньїомбаре.
24 липня 2015 року Виборча комісія оголосила Нкурунзіза президентом. Він набрав 69.41 % голосів, найближчий конкурент Агатон Руаса (Agathon Rwasa) 18.99 %. При явці в 71.66 %.

### Вибори 2020 і смерть
У травні 2018 року на референдумі були прийняті поправки до конституції Бурунді, відповідно до яких збільшувався президентський терміну з 5 до 7 років і повертався пост прем'єр-міністра. Також установлювалося обмеження у два послідовних президентських терміни, тому Нкурунзіза не висував свою кандидатуру на виборах 2020 року.
20 травня 2020 року в Бурунді завершилися президентські вибори, яким передував місяць активної передвиборчої кампанії. Перемогу здобув проурядовий кандидат Еварист Ндаїшиміє.
Через те, що на акції збиралися натовпи людей, ЗМІ попереджали про ризики захворювання на COVID-19. Проте уряд і П'єр Нкурунзіза ігнорували можливість масово заразитися небезпечною для життя інфекцією, жодних антивірусних заходів не вживалося.
П'єр Нкурунзіза помер 8 червня внаслідок зупинки серця. Напередодні місцеві ЗМІ писали, що президент разом із дружиною потрапив до лікарні з діагнозом COVID-19.